# 御池

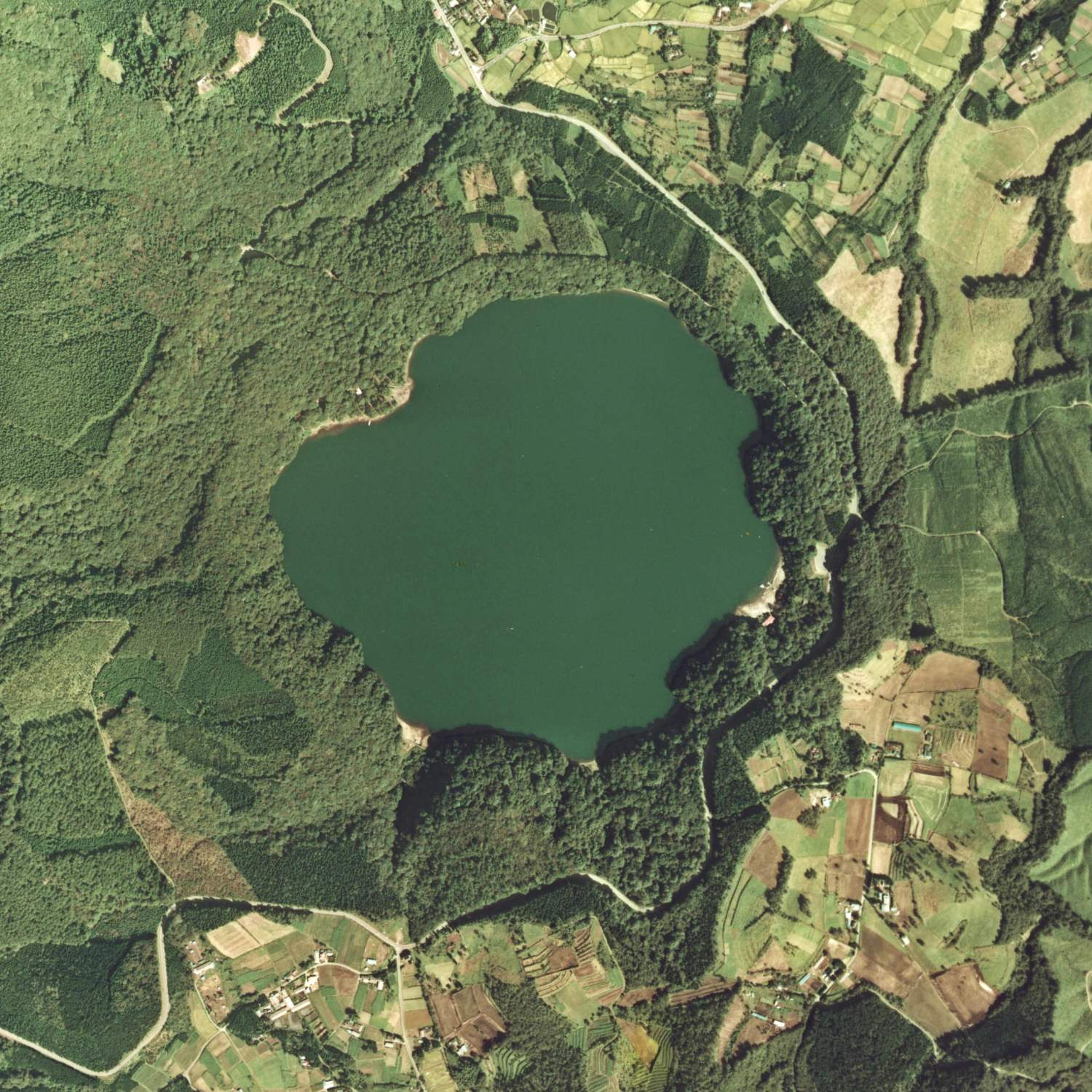
御池（1976年撮影）。

御池（みいけ）は、宮崎県都城市と高原町との境界に存在する直径約1km、周囲3.9km、ほぼ円形の火口湖である。高千穂峰の威容を湖面に映している。

## 地理
水面の標高は305m、水深は93.5mあり、火口湖としては日本で最も深い。池から流出する川はない。森に囲まれており、池畔には「御池野鳥の森」と呼ばれる公園とキャンプ場がある。オシドリ、コガモ、トモエガモなどの水鳥が多く生息する。

## 地質
御池は霧島火山群の火山活動の一つとして約4600年前に起きたマグマ水蒸気爆発で形成された火口（マール）に水が溜まってできた。これは同火山群の歴史の中でもっとも大きな噴火であった。火口爆発によって飛散した軽石が周辺の地層に残されており、御池軽石あるいは御池ボラと呼ばれている。

## 歴史

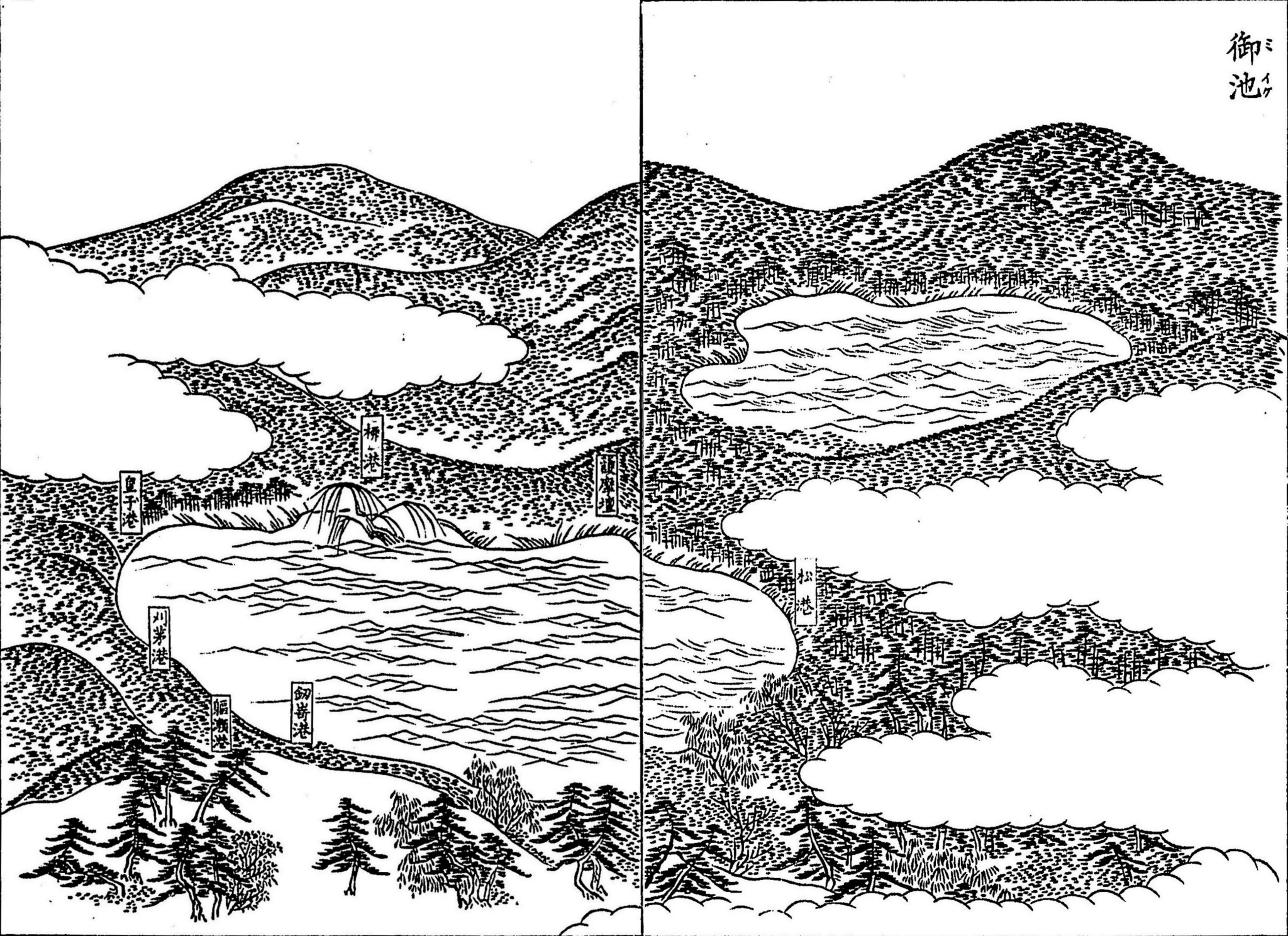
三国名勝図会『御池』

池岸には松の港、軀瀬港、皇子港、創崎港、苅茅港、柳港、護摩壇港の七港があったとされ、神武天皇が幼少の頃、皇子港の水辺で遊んだという伝説がある。また、池畔で性空上人が護摩焚修行を行ったと伝えられ、池の9kmほど南東には性空上人が拓いたと言われる東霧島（つまきりしま）神社が、池の西北すぐ傍には霧島東（きりしまひがし）神社がある。霧島東神社の境内から池がきれいに見下ろせる。
当池には、第二次世界大戦で日本の敗戦が決定的になったとき旧日本軍が敵軍に武器を奪われない様に当池の湖底に沈めて隠したとされる戦車や銃などの武器が沈んでいるという噂が存在する。なお、当池で旧日本軍の手榴弾が付近より発見されたことが度々ある（近年では2006年および2016年）。ちなみに、武器が発見された場合は都城市と高原町で協力して処理することになっているという。
当池付近は都城市と高原町の境界未定地となっており、解消のため両市町の間で幾度も協議が重ねられてきたが、未だに解決には至っていない。